# Хансен, Фредерик Муфф
Фредерик Муфф Ха́нсен (в других источниках — Николайсен) (дат. Frederik Muff Hansen дат. Frederik Muff Nikolajsen, род. 2 августа 1993, Эсбьерг, Рибе) — датский профессиональный велогонщик, бронзовый призёр чемпионата Дании по шоссейному велоспорту в индивидуальной гонке (2020), чемпион (2022) и серебряный призёр чемпионата Дании в командной гонке (2021).

## Образование и карьера
Фредерик Муфф Хансен c 2009 по 2012 годы обучался в Эсбьергской гимназии. С января 2011 по июнь 2012 года работал видеожурналистом в этой гимназии.
С января 2013 по июнь 2013 и с августа 2014 по январь 2015 года он проходил педагогическую практику в коммуне Эсбьерг, с августа 2012 по июль 2013 года подрабатывал мойщиком.
С февраля 2013 по май 2019 года работал журналистом-стажёром в коммуне Коллинг. С ноября 2013 по декабрь 2019 года — менеджер по коммуникациям, прессе и логистике велокоманды Team AURA Energi — JS.dk.
С декабря 2013 по январь 2017 года работал техническим редактором веб-сайта велосипедного журнала Cykelmagasinet, работал комментатором на прямой трансляции с чемпионата Дании по шоссейному велоспорту 2014 и Eurobike — одной из крупнейших велосипедных выставок, освещал Джиро д’Италия. Параллельно с работой начал заниматься велогонками с национальной командой DCU, Team AURA Energi-CK Aarhus.
С января 2015 по октябрь 2019 Фредерик Муфф выступал в составе команды Team AURA Energi-CK Aarhus.
В 2018 году он выиграл гонку Рейс Горизонт Парк (Horizon Park Race for Peace), входящую в календарь UCI.
С июня 2019 по август 2019 года Фредерик Муфф — консультант по связям с общественностью коммуны Коллинг.
В 2020 году он присоединился к континентальной команде BHS-PL Beton Bornholm. В том же году он занял третье место на чемпионате Дании в индивидуальной гонке уступив 1 минуту 53 секуды победителю, Касперу Асгрину. 9 декабря 2020 года он принял участие в первом чемпионате мира по кибервелоспорту на платформе Zwift.
Весной 2020 года Фредерик Муфф основал собственную компанию Muff Medier, где занимается журналистикой, коммуникациями и организацией мероприятий.
С июля 2020 по октябрь 2022 года Фредерик Муфф снова работал консультантом по связям с общественностью коммуны Коллинг.
В октябре 2020 года окончил Датскую школу медиа и журналистики по специальности «журналист».
В январе 2021 года Фредерик Муфф подписал контракт с командой coloQuick.
В 2021 году он стал вторым на чемпионате Дании в командной гонке, а в 2022 стал чемпионом в этой дисциплине вместе с Матиасом Малмбергом, Мадсом Эстергором и Йеппе Паллесеном.
В том же году Фредерик Муфф становится совладельцем ZeroDrag Lab I/S — агентства по оптимизации аэродинамики для спортсменов-триатлонистов и велосипедистов.
С ноября 2022 года Муфф занимается коммуникациями, прессой и маркетингом в Calvex A/S и, в частности, велокоманды группы ColoQuick Cycling, оказывает помощь в поиске спонсоров, организации мероприятий и развитии велокоманды.
Муфф Хансен также участвовал в соревнованиях по кибервелоспорту, представляя команду P.O. Auto-CeramicSpeed.
12 августа 2023 года Фредерик Муфф в одиночном заезде побил за один день два старых датских рекорда скорости — 40-летний рекорд 12:16:00, с временем 10:57:42 на дистанции 10 км и 23-летний рекорд 38:09:45 с новым временем 34:19:00 на дистанции 30 км.
В 2024 году он выиграл чемпионат Дании по кибервелоспорту.
С 2025 года он занимается исключительно одиночными стартами в качестве гонщика-любителя.

### Достижения

#### Шоссе
2015
9-й на LFCK — CP Entrepriseløbet
9-й на 3-м этапе U6 Cycle Tour
5-й на Rundt om Vandtårnet
7-й на DeFeet løbet
2016
6-й на Rundt om Vandtårnet
2017
5-й на Три дня на севере — Ольборг
8-й на Hobro Løbet
6-й на чемпионате Дании — командная гонка
4-й на Haderslev TT
2018
10-й на Meldgaardløbet
8-й на Три дня на севере — Йёрринг
5-й на Campione Pinse Cup — Силькеборг
9-й на Marcello Bergamo Cup
4-й на Herning TT
Рейс Горизонт Парк (Horizon Park Race for Peace)
7-й на Aalborg Gadeløb
9-й на DCU Cup Finalen (NC)
5-й на Hydro Løbet — Тённер
2019
10-й на Slagelse Løbet ITT
7-й на Три дня на севере — Йёрринг
2-й на Nakskov TT
Тур Балтики — Крконоше
9-й на 2-м этапе
2-й на 4-м этапе
4-й в спринтерской классификации
2-й на Sydkysten Cycling TT
10-й на Skive Gadeløb
2-й на Holbæks åbne løb (NC)
Herning TT
9-й на Odder CK
2020
Велосипедная неделя Раннерса
2-й на 1-м этапе
9-й на 2-м этапе
2-й в генеральной классификации
Hobro Løbet
Herning TT
Hydro Løbet — Tønder
3-й на чемпионате Дании — индивидуальная гонка
2021
2-й на чемпионате Дании — командная гонка
2-й на 1-м этапе Велосипедной недели Раннерса
Næstved BC ITT
6-й на Fredericia
Herning TT
8-й на Vejen — Esbjerg — JFM Linjeløb
4-й на Odder CK
7-й на Хроно Наций
2-й на Три дня на севере — Йёрринг
2022
7-й на Næstved BC ITT
10-й на Hillerød
4-й на Hobro Løbet
7-й на Give Elementer løbet
7-й на чемпионате Дании — индивидуальная гонка
 Чемпионат Дании — командная гонка
Велосипедная неделя Раннерса
1-й этап
2-й на 3-м этапе
генеральная классификация
Hedensted Integolobet
3-й на Nyborg — Bording Cup
2-й на Sjællandsmesterskaberne-ITT
8-й на Хроно Наций
2023
2-й на Meldgaardløbet
6-й на Три дня на севере — Йёрринг
10-й в горной классификации Тура Луар и Шер
5-й на GP Vorarlberg
2-й на Nakskov TT
5-й на чемпионате Дании — индивидуальная гонка
9-й на чемпионате Дании — групповая гонка
2-й на 1-м этапе Крейз Брейз Элит
10-й на 5-м этапе Тура Дании
7-й на Хроно Наций
2024
2-й на Nakskov TT
9-й на чемпионате Дании — индивидуальная гонка
Söderåsens ITT
2-й на Herning TT
2025
3-й на Nakskov TT
2-й на Esbjerg TT

#### Гравий
2023
2-й на Gravel Challenge Blaavands

### Рейтинги
| Год                 | 2018   | 2019   | 2020   | 2021   | 2022   | 2023  |
| ------------------- | ------ | ------ | ------ | ------ | ------ | ----- |
| Мировой рейтинг UCI | 1394-й | 3013-й | 1087-й | 1111-й | 1254-й | 913-й |
| Европейский тур UCI | 871-й  | 1861-й | 841-й  | 825-й  | 874-й  | -     |
|                     |        |        |        |        |        |       |
| Источник: UCI       |        |        |        |        |        |       |